# (10302) 1989 ML
(10302) 1989 ML est un astéroïde Amor découvert en 1989.

## Description
(10302) 1989 ML a été découvert le 29 juin 1989 à l'observatoire Palomar, situé au nord de San Diego en Californie, par Eleanor Francis Helin et J. Alu.

### Caractéristiques orbitales
L'orbite de cet astéroïde est caractérisée par un demi-grand axe de 1,27 ua, un périhélie de 1,010 ua, une excentricité de 0,14 et une inclinaison de 4,38° par rapport à l'écliptique. Du fait de ces caractéristiques, à savoir un périhélie compris entre 1,017 et 1,3 ua, il est classé comme astéroïde Amor, une famille d'astéroïdes géocroiseurs, croisant l'orbite de la Terre.

### Caractéristiques physiques
(10302) 1989 ML a une magnitude absolue (H) de 19,3 et un albédo estimé à 0,064.